# Dexter Gordon
Dexter Gordon (27. února 1923 Los Angeles, Kalifornie – 25. dubna 1990 Filadelfie, Pensylvánie) byl americký jazzový tenorsaxofonista, který byl několikrát nominován na cenu Grammy. Je jedním z prvních bebopových saxofonistů a často bývá označován za jednoho z nejlepších tenorsaxofonistů vůbec. Slavná fotografie, na které Dexter kouří během svého vystoupení v New Yorku v roce 1948 se stala jednou z nejznámějších fotografií v celé jazzové historii.[zdroj?] Díky své výšce (měřil necelé dva metry) si vysloužil přezdívku Long Tall Dexter.
Dexter žil 15 let v Evropě, většinou v Paříži a Kodani, kde také často hrál s ostatními americkými jazzovými hudebníky, kteří v té době žili v Evropě. Patřili k nim Bud Powell, Freddie Hubbard nebo Billy Higgins.

## Životopis

### Mládí a první hudební krůčky
Narodil se a vyrůstal v Los Angeles. Jeho otec byl lékař. Mezi jeho pacienty patřili i takové jazzové ikony, jakými byli Duke Ellington a Lionel Hampton. Od svých třinácti let se učil hrát na klarinet, ale o dva roky později přešel na saxofon (nejdříve na altový, teprve po něm na tenorsaxofon).
Mezi lety 1940–1943 byl členem orchestru Lionela Hamptona, ve kterém hrál v saxofonové sekci společně s Illinoisem Jacquetem a Marchallem Royallem. V roce 1943 vydal Dexter první desku pod svým jménem. Zahráli si na ní Nat King Cole a Harry Edison. V letech 1943–1944 hrál Dexter v orchestrech Louise Armstronga a Fletchera Hendersona, později se připojil k Billymu Eckstineovi.
V roce 1945 opustil Eckstineův orchestr a začal hrát a nahrávat s Charliem Parkerem. Kromě toho také vydával desky pod svým vlastním jménem. Dextera také proslavily saxofonové duely, které sehrával spolu s tenorsaxofonistou Wardellem Grayem a které se brzy staly vyhledávanou atrakcí. Jsou zdokumentovány na několika albech z let 1947–1952.
Dexter si vytvořil svůj jedinečný styl, hrál hodně „široce” a díky své schopnosti hrát i mimo rytmus se jeho hraní stalo snadno identifikovatelné. Jeho velkým vzorem tehdy byl Lester Young. Dexter sám měl zase vliv na Johna Coltranea. Pro oba jsou společné jasné, silné tóny, stejně jako jejich tendence vést svá sóla k vysokým tónům. K Dexterovým zvláštnostem patří, že recitoval text každé balady před tím, než ji zahrál.

### Nahrávání pro Blue Note
V roce 1960 složil Dexter hudbu k filmu The Connestion, ve kterém si také zahrál. Od tohoto roku začala jeho spolupráce s nahrávací společností Blue Note Records. V této době vznikly čtyři nejvíce ceněné desky: Doin’ Allright, Dexter Calling, Go! a Swingin' Affair. První dvě — Dexterův debut u Blue Note — byly nahrány za pouhé tři dny v květnu 1961. Na těchto deskách hrají s Dexterem mimo jiných také Freddie Hubbard a Horace Parlan. Druhé dvě jmenované desky byly nahrány v srpnu 1962 krátce před tím, než se Dexter přestěhoval do Evropy. Na obou albech hrají tehdejší hvězdy stáje Blue Note Sonny Clark, Butch Warren a Billy Higgins.

### Pobyt v Evropě

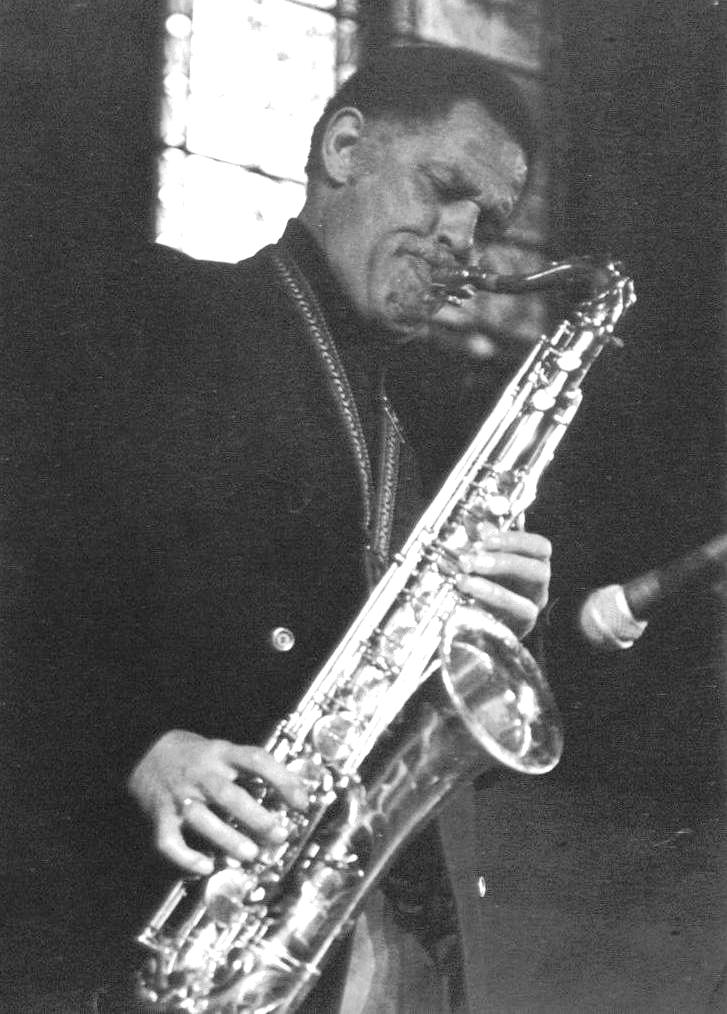
Dexter Gordon na vystoupení v Amsterdamu (1980)

V roce 1962 se Dexter přestěhoval do Evropy, kde si oblíbil hlavně Paříž a Kodaň, kde hrál s ostatními americkými jazzmany jako byli Bud Powell, Ben Webster, Freddie Hubbard, Bobby Hutcherson, Kenny Drew, Horace Parlan a Billy Higgins. Dexter ovšem příležitostně jezdil i Spojených států, kde se účastnil dalších nahrávání pro Blue Note. Z tohoto období kritika nejvíce oceňuje desky Our Man in Paris, One Flight Up a Gettin’ Around. Deska Our Man in Paris byla sice nahrána pro Blue Note, ale v Paříži. Zahráli si na ní pianista Bud Powell, bubeník Kenny Clarke a francouzský kontrabasista Pierre Michelot. Na desce One Flight Up si ve skladbě Tanya Dexter zahrál velmi dlouhé sólo. Tato deska byla také nahrána v Paříži. Nahrávání se účastnil i trumpetista Donald Byrd.
Stejně dobré — i když málo známé — jsou desky, které Dexter nahrál v Kodani pro dánský label SteepleChase. V tomto období vznikly desky Something Different, Bouncin' with Dex a mnoho dalších. Na většině z nich hraje španělský pianista Tete Montoliu a dánský kontrabasista Niels-Henning Ørsted Pedersen.
Když žil v Dánsku, spřátelil se Dexter s rodinou Larse Ulricha — pozdějšího bubeníka metalové skupiny Metallica. Dexter byl dokonce Larsovým kmotrem.[zdroj?]

## Diskografie (nekompletní)
- Dexter Rides Again (1945)
- The Chase (1947)
- The Resurgence of Dexter Gordon (1960)
- Doin' Alright (1961), Blue Note Records
- Dexter Calling (1961), Blue Note
- Go! (1962), Blue Note
- A Swingin' Affair! (1962), Blue Note
- Our Man In Paris (1963), Blue Note
- One Flight Up (Paris, 1964), Blue Note
- King Neptune (1964)
- Gettin' Around (New York, 1965)
- Tangerine (1965)
- Tower of Power (1969)
- More Power (1969)
- The Panther (1970) s Tommym Flanaganem a Alanem Dawsonem, Prestige Records
- The Chase (1970) s Gene Ammons, Prestige
- Tangerine (1972), hard bop s Freddiem Hubbardem, Prestige
- Something Different (1975), SteepleChase
- Bouncin' with Dex (1975), SteepleChase
- Homecoming: Live at the Village Vanguard (1976)
- Sophisticated Giant (1977), bluesové album s 11členným bigbandem (Woody Shaw, Slide Hampton, Bobby Hutcherson a další)
- 'Round Midnight (1986)